# Ángel Segundo Medici
Ángel Segundo Medici   (Buenos Aires, 20 de desembre de 1897 - Buenos Aires, 9 d'agost de 1971) fou un futbolista argentí de la dècada de 1920.
Fou 34 cops internacional amb la selecció argentina amb la qual participà en els Jocs Olímpics de 1928 i a diversos campionats sud-americans. Pel que fa a clubs, defensà els colors de Atlanta i Boca Juniors.

## Palmarès
| Temporada | Club         | Títol                     |
| --------- | ------------ | ------------------------- |
| 1923      | Boca Juniors | Primera Divisió Argentina |
| 1923      | Boca Juniors | Copa Ibarguren            |
| 1924      | Boca Juniors | Primera Divisió Argentina |
| 1924      | Boca Juniors | Copa Ibarguren            |
| 1925      | Boca Juniors | Copa Competencia          |
| 1925      | Argentina    | Campionat Sud-americà     |
| 1926      | Boca Juniors | Primera Divisió Argentina |
| 1926      | Boca Juniors | Copa Estímulo             |
| 1930      | Boca Juniors | Primera Divisió Argentina |